# Steinweiler (Nadrenia-Palatynat)
Steinweiler – miejscowość i gmina w Niemczech, w kraju związkowym Nadrenia-Palatynat, w powiecie Germersheim, wchodzi w skład gminy związkowej Kandel.

## Galeria obrazów

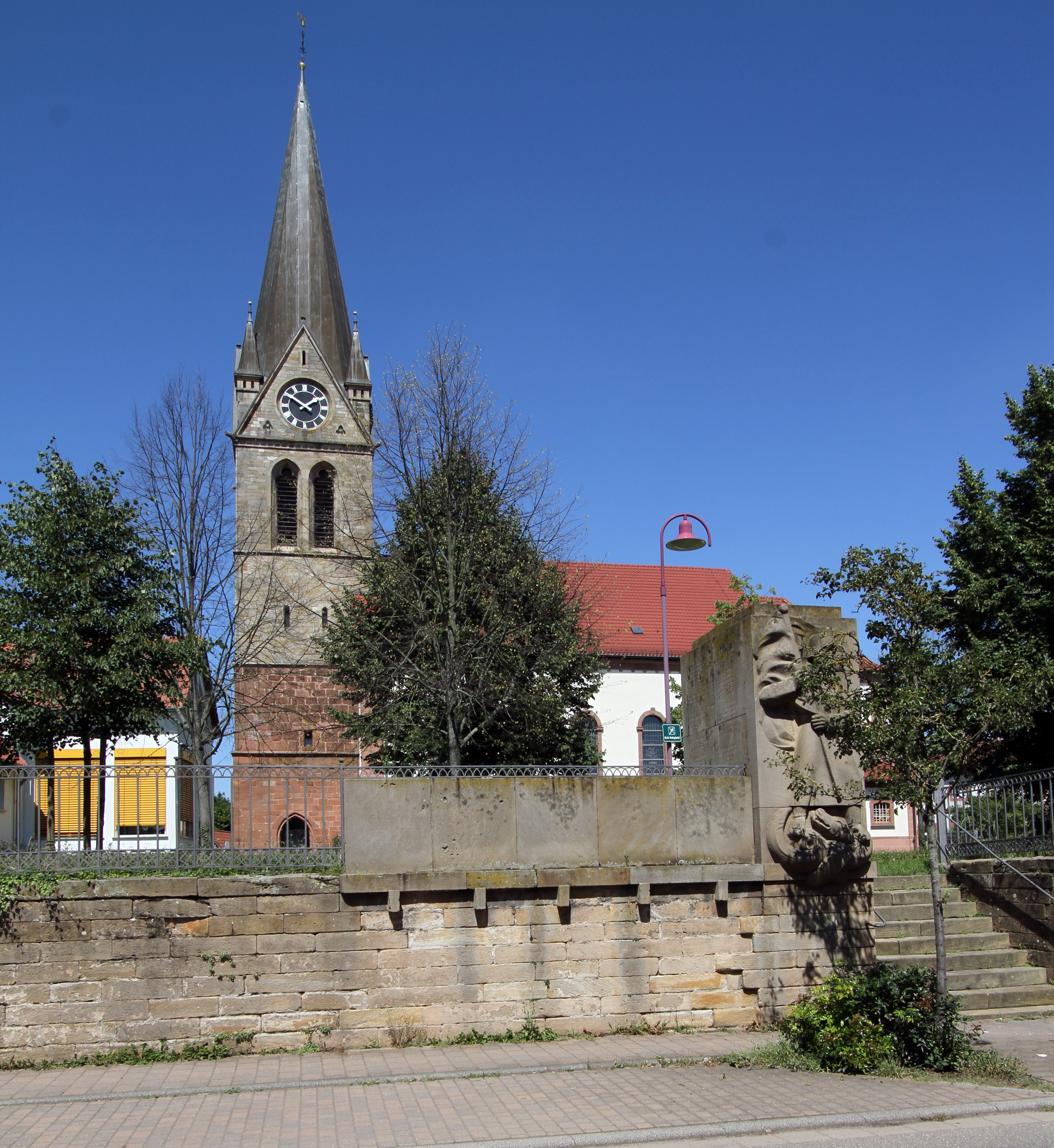
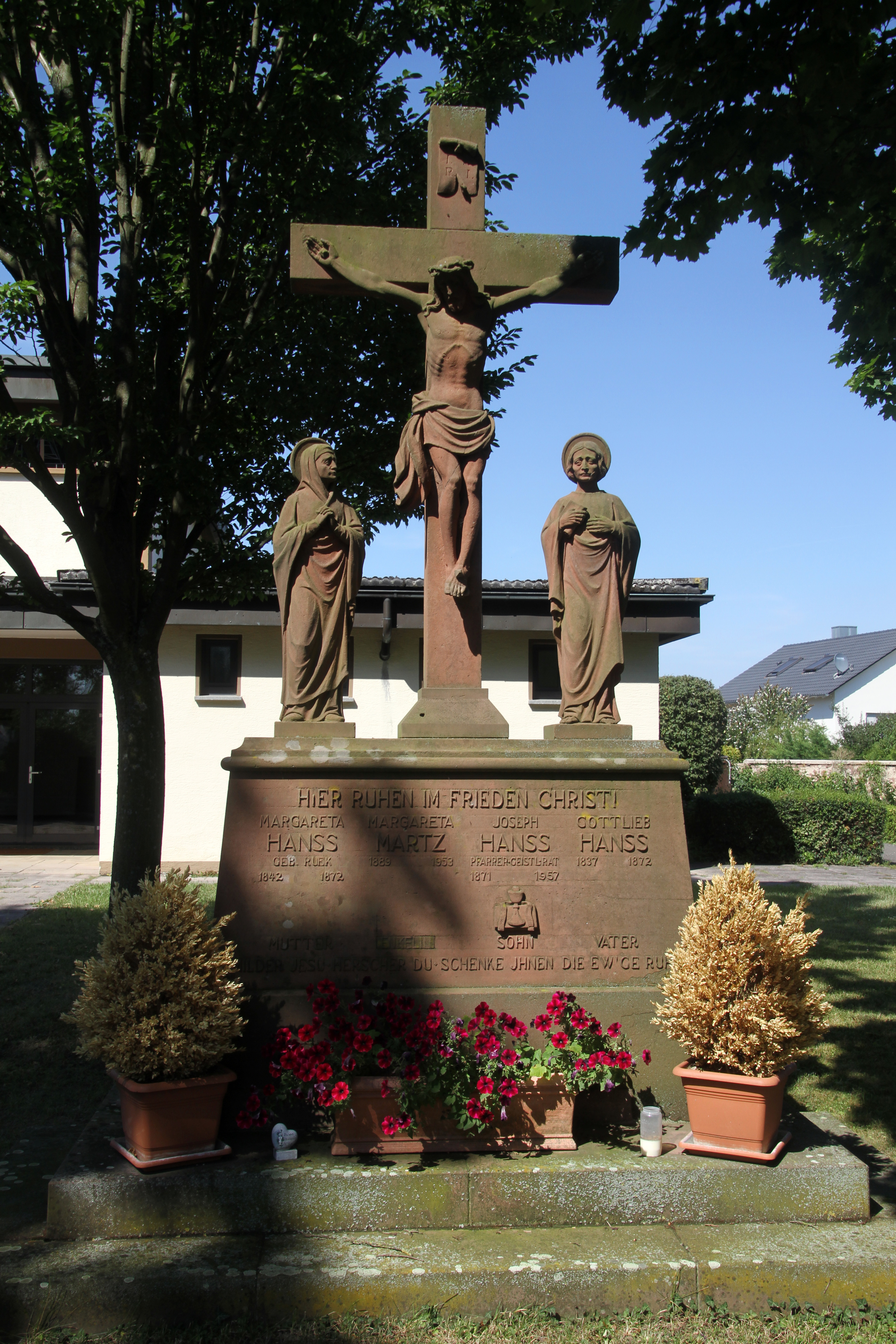
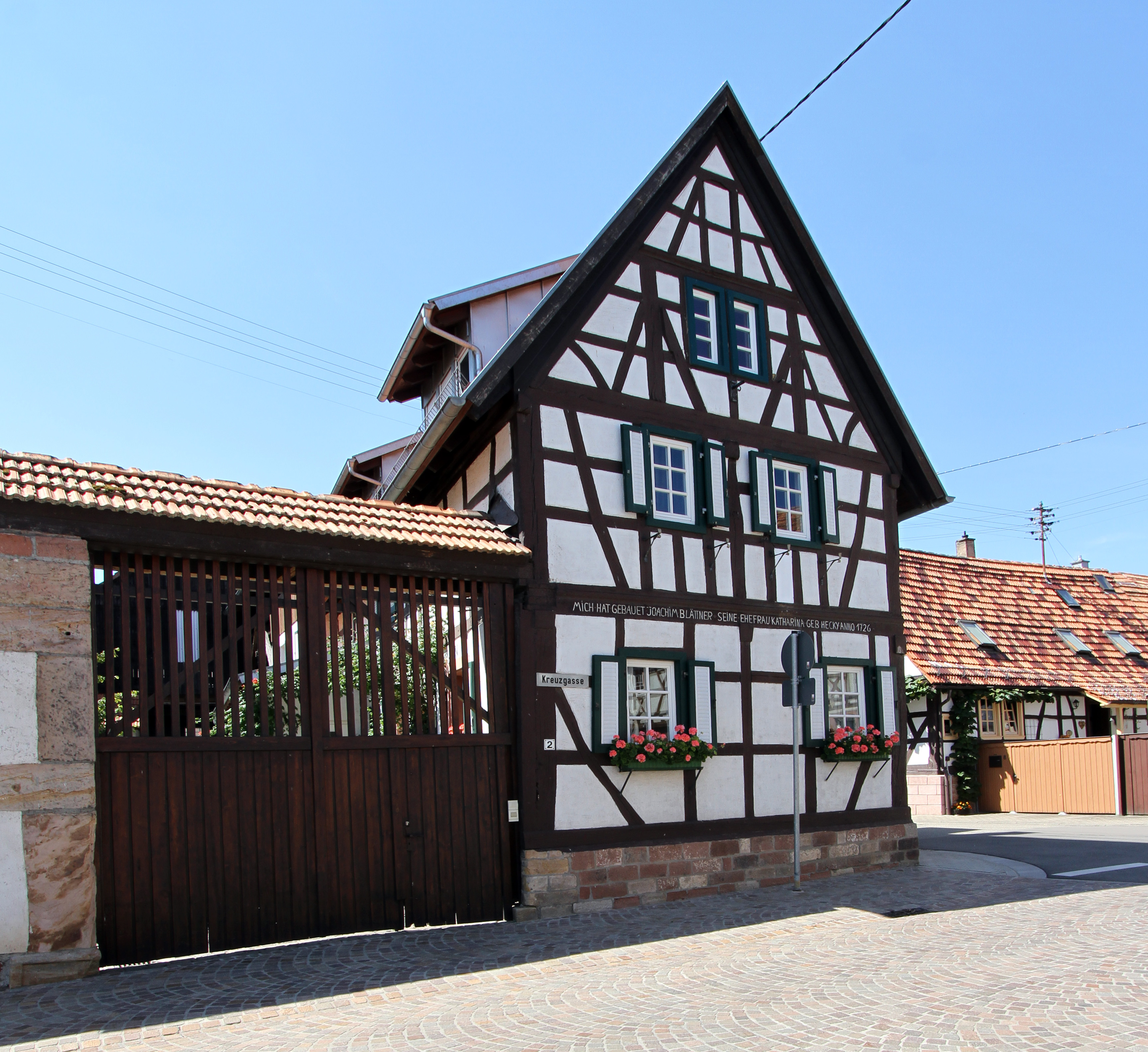
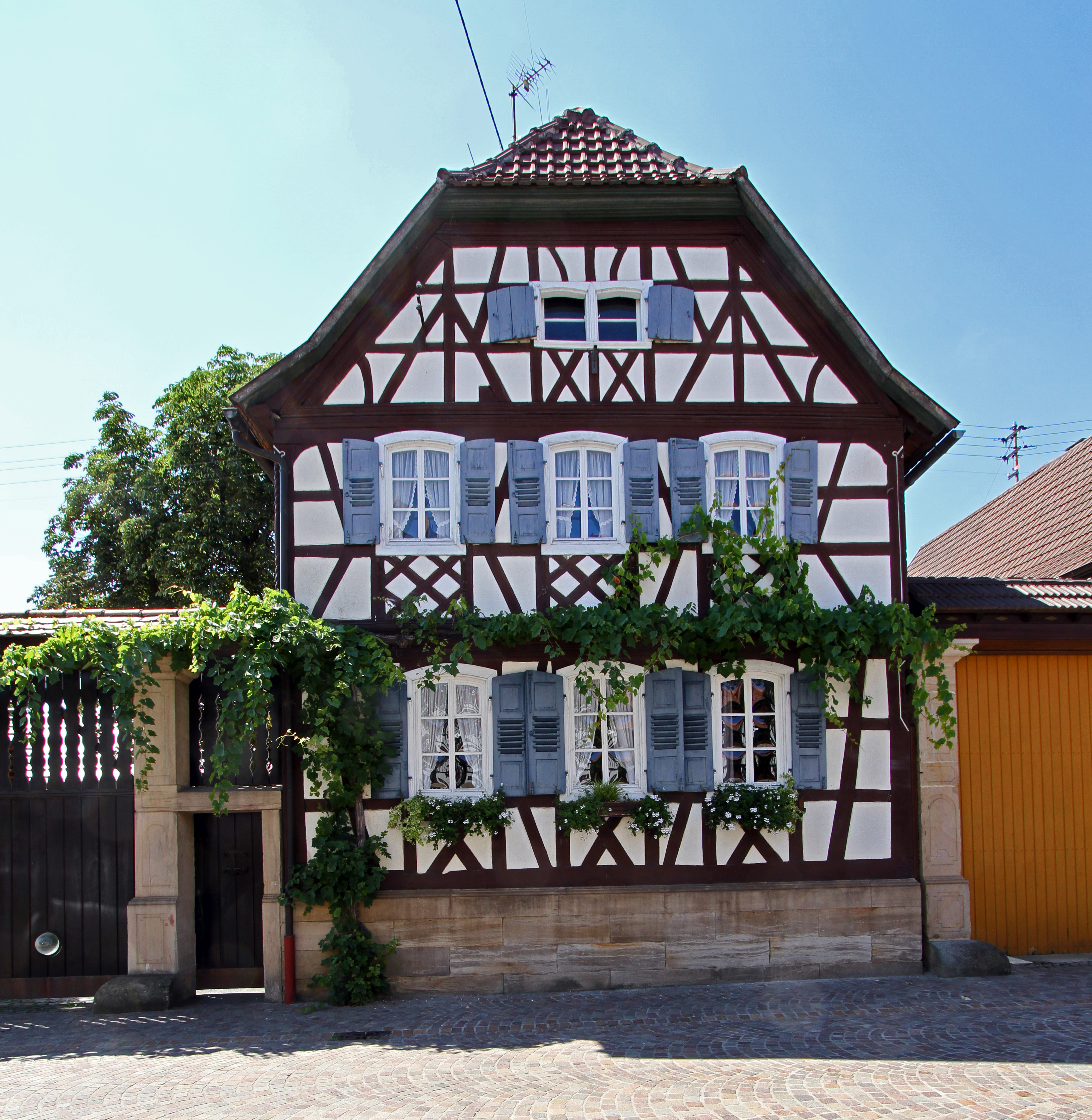
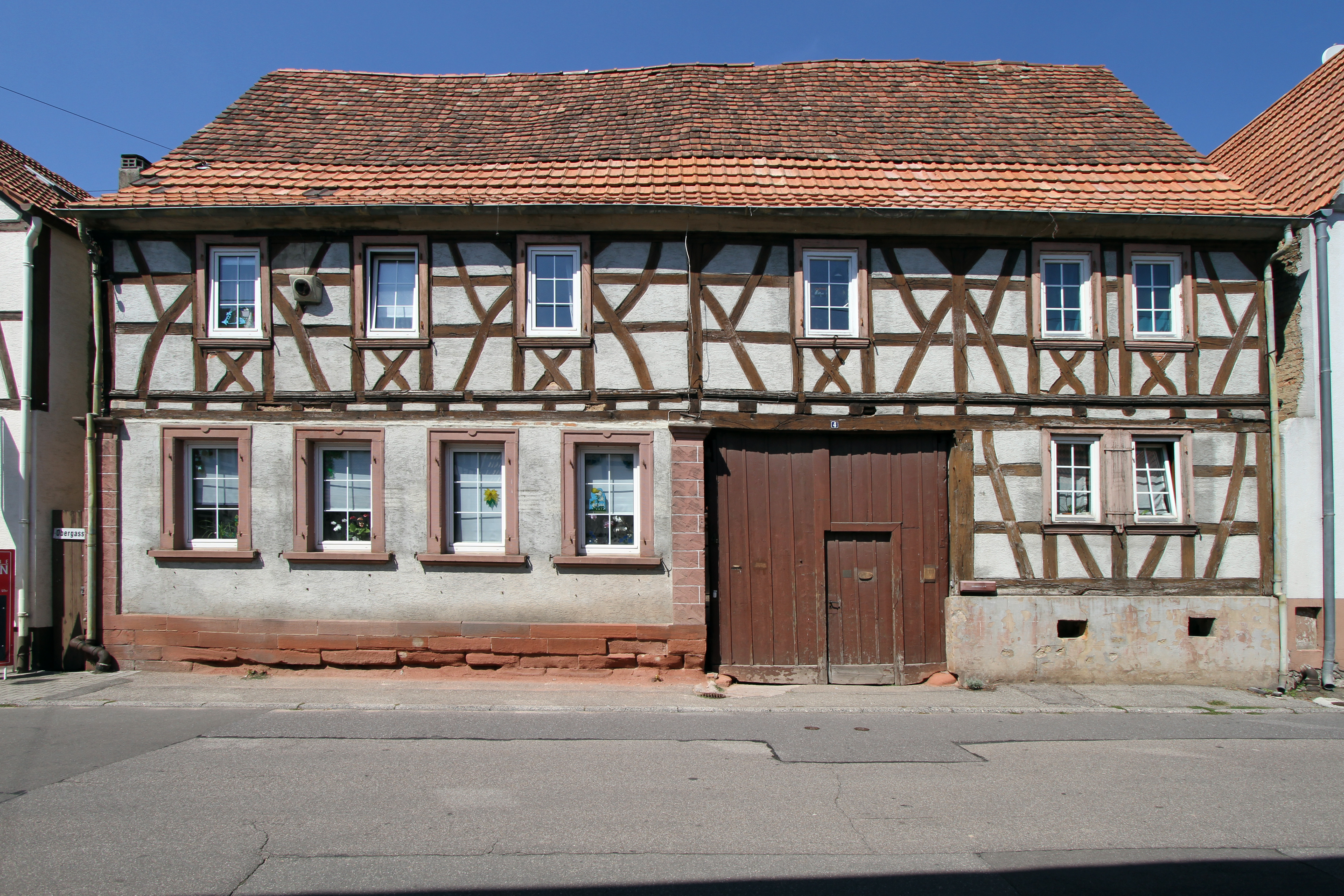
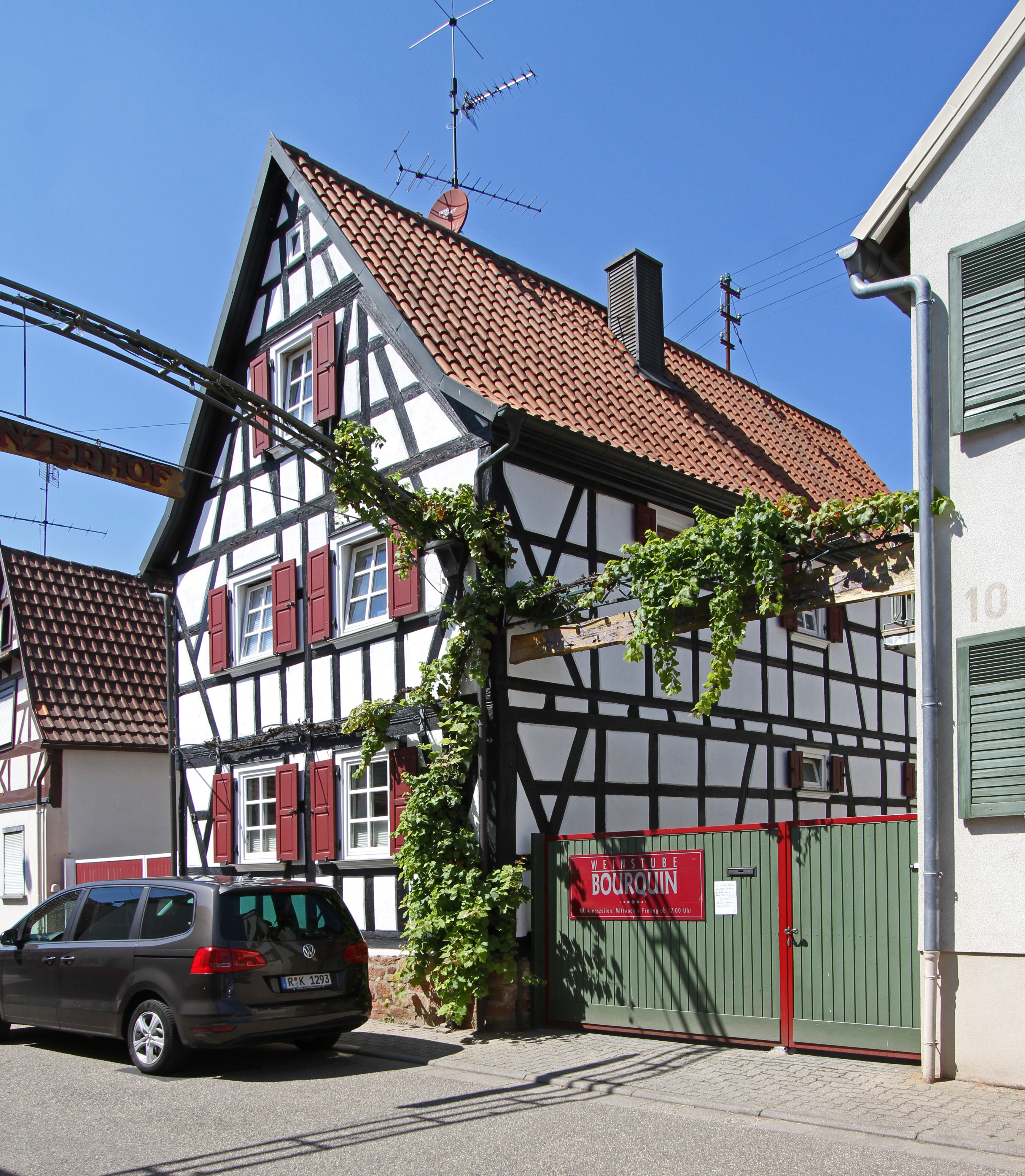
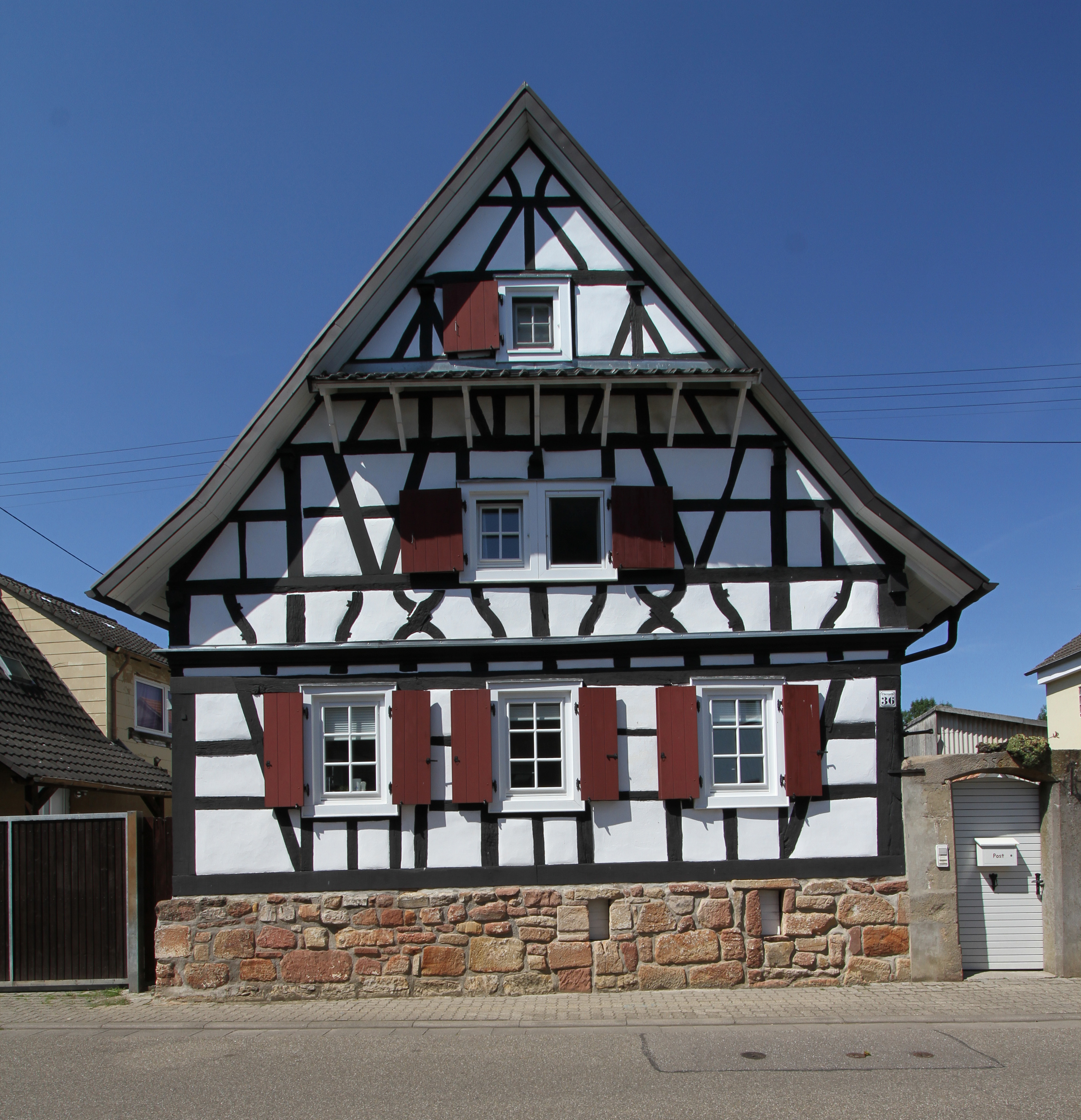
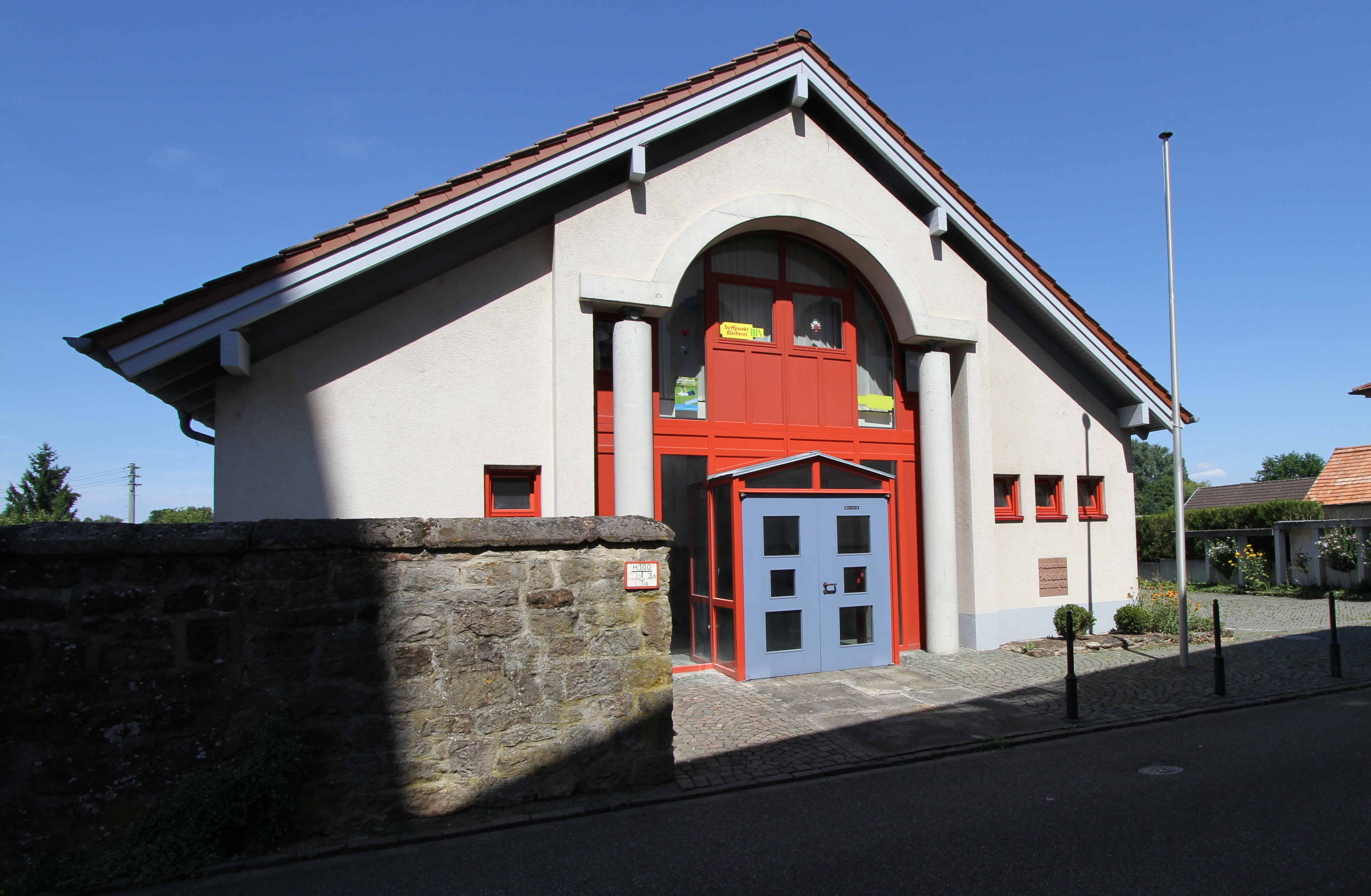